# Fortuna László
Fortuna László, becenevén Tüsi (Miskolc, 1954. január 11. –) dobos, zeneszerző, az Edda Művek egykori tagja. Pataky Attila mellett ő az egyetlen, aki a „régi” és az „új” Eddában is játszott.

## Pályafutása
Első együttese a miskolci Helios volt, amellyel 1974-ben megnyert egy könnyűzenei fesztivált. 1982-ben került az Eddába, Csapó György helyére.
Az együttes 1983-ban feloszlott. Ekkor készült egy dokumentumfilm Kölyköd voltam címmel, amiben azonban – nem tisztázott okból – Fortuna Lászlót nem szólaltatták meg, csak a búcsúkoncert felvételein tűnik fel. A feloszlás után is Pataky Attilával tartott, 1984-ben együtt mentek Norvégiába vendéglátóipari zenésznek, majd egy év után hazatérve újjáalakították az Eddát. Fortuna írta az új dalok zenéjét, valamint ő toborozta a többi posztra a zenészeket.
1985. augusztus 20-án Siófokon koncert közben hirtelen rosszul lett. Kilyukadt a tüdeje, egy évig lábadozott. Egy félreértelmezés miatt több helyen arról lehetett olvasni, hogy meghalt, ezek azonban téves információk.
Felgyógyulása után öt évig Hamburgban egy hajón zenélt. Jelenleg a miskolci evangélikus templomban IHS-Zenekarában dobol, valamint játszik a mai is működő Helios zenekarban és az általa alapított Miskolc Művekben. 2004-ben a tervek szerint részt vett volna az Edda miskolci időszámítás szerinti 30 éves jubileumi koncertjén, de erre egyéb elfoglaltságai miatt nem került sor. 2011 óta a JoyMusic Band tagja.
2017, 2018 és 2019 nyarán a volt Edda Művek-tagok által alapított Zártosztály zenekar vendégeként játszott Miskolcon és Budapesten, 2020-tól állandó tag.

## Diszkográfia
| Év   | Album címe                                                      |
| 1982 | 1. 2. 3… Start (Popmajális 1982) – Edda Művek, P. Box, Karthago |
| 1983 | Edda Művek 3.                                                   |
| 1984 | Viszlát Edda! – Koncertfelvétel – 4.                            |
| 1985 | Edda Művek 5. – Koncert 1985                                    |